# L'Espagne vivra
Pour plus de détails, voir Fiche technique et Distribution.
L'Espagne vivra est un film documentaire français réalisé en 1938 par Henri Cartier-Bresson sur la guerre civile en Espagne et sorti en 1939.

## Synopsis
Le film est structuré en trois parties : un exposé de la présence militaire étrangère venue aider la rébellion franquiste, une dénonciation de la politique de non-intervention décidée par la Société des Nations et la valorisation du travail militant des membres du Secours populaire français en faveur de l'Espagne républicaine.
Ce document a été restauré par les Archives Françaises du Film du Centre National de la Cinématographie, Ministère de la culture.

## Fiche technique
- Titre : L'Espagne vivra
- Réalisation : Henri Cartier-Bresson
- Écriture du commentaire : Georges Sadoul
- Production : Secours populaire français
- Pays d'origine :  France
- Format : Noir et blanc - 1,37:1 - Son mono - 35 mm
- Genre : film documentaire
- Durée : 45 minutes
- Date de sortie : France - 1939

## Sources
- Cinearchives : voir en ligne.
- Forum des images : L’Espagne vivra.
- Valérie Nivelon, « L’Espagne vivra » de Henri Cartier-Bresson, RFI, 15 février 2014, écouter en ligne.
- Olivier Vilain, « 1939, l’accueil de la République espagnole », lire en ligne
- Henri Cartier-Bresson, double coffret DVD, MK2, 2006, lire en ligne.
- Clément Chéroux, Henri Cartier-Bresson : le tir photographique, Gallimard, 2008, page 46,  (ISBN 978-2-07-035625-6).